# Compteromesa oconeensis
Compteromesa oconeensis är en tvåvingeart som beskrevs av Ole Anton Saether 1981. Compteromesa oconeensis ingår i släktet Compteromesa och familjen fjädermyggor.
Artens utbredningsområde är South Carolina. Inga underarter finns listade i Catalogue of Life.